# Hachette (editore)
Hachette è un gruppo editoriale francese. Fondato nel 1826 da Louis Hachette, fa parte del Gruppo Lagardère, che l'ha acquisito nel 1981. È il terzo editore mondiale nell'editoria di consumo e scolastica, il primo in Francia e il secondo in Spagna.

## Storia

### XIX secolo
L'attività editoriale iniziò nel 1826, quando Louis Hachette acquistò la libreria Brédif di Parigi, che rinominò libreria Hachette.

Nel 1864 era già il primo editore europeo, specializzato nei libri di scuola, nei testi accademici e nelle guide di viaggio. Nel 1896 Hachette aveva una rete di 1.200 librerie nelle stazioni ferroviarie francesi e gestiva un'enorme rete di distribuzione (sia di libri che di giornali e periodici) con il marchio Messaggeries Hachette. Tra il 1914 e il 1917 acquisì le case editrici di Pierre-Jules Hetzel, editore di Jules Verne, e di Pierre Lafitte, editore delle avventure di Arsenio Lupin.

### Dal 1900 al 1945
Nel 1919 Hachette divenne una società di capitali; nel 1922, grazie alla banca Paribas, fu quotata in Borsa con un capitale sociale di 33 milioni di franchi. Nei successivi anni venti la casa editrice triplicò la produzione, investendo soprattutto nella letteratura di consumo e nei libri per ragazzi. Le Messaggeries Hachette ottennero la distribuzione in esclusiva dei titoli di Gallimard (1932) e Fasquelle (1935). Nel 1934 si associò all'editore di origine ungherese Paul Winkler e avviò la pubblicazione in Francia delle storie di Topolino con il Journal de Mickey. Durante la seconda guerra mondiale la famiglia Hachette perse il controllo delle filiali estere, ma riuscì a riprendere la guida del gruppo nel suo complesso già nel 1945.

### Dal 1946 ad oggi
Nel 1953 Hachette si associò con Henri Filipacchi: insieme realizzarono la collana di tascabili Le livre di poche; grazie all'enorme successo riscontrato, riunì i cataloghi di ben 37 case editrici francesi. Acquisì direttamente i marchi Tallandier (poi Grasset) (1954), Fayard (1958) Fasquelle (1959) e Stock (1961). Nel 1972 Gallimard decise di gestire in proprio la distribuzione dei tascabili. 
Nel 1977 il titolo Hachette precipitò in Borsa. Il presidente del gruppo, Ithier de Rauquemaurel (1914-1996), rassegnò le dimissioni. Era l'ultimo erede della famiglia Hachette. Dopo un'ondata di licenziamenti, Hachette venne acquistato nel dicembre 1980 dalla Matra. Per la prima volta in Francia un gruppo industriale rilevò la proprietà di una casa editrice nazionale. La Matra nominò Jean-Luc Lagardère direttore della casa editrice nel 1981. Nel 1987 Lagardère creò la «Hachette Livre».
L'anno seguente procedette a una serie di acquisizioni a livello internazionale: dapprima il gruppo spagnolo Salvat, poi l'americana Grolier e infine le britanniche Orion, Cassell e Octopus.
Nel 1996 il gruppo Hachette Livre si fuse con Hatier, creando il primo gruppo editoriale francese per fatturato: 4,6 miliardi di franchi. Il primato fu di breve durata: l'anno seguente fu superato da Havas.
Hachette lanciò una nuova campagna di acquisizioni nel 2004. Vennero rilevati i seguenti marchi: Larousse, Dunod, Dalloz e Armand Colin. All'estero vennero acquisiti: i britannici Hodder & Stoughton e, nel 2006, la produzione editoriale cartacea del gruppo statunitense Time Warner.
Nel 2009 Hachette ha costituito una società partecipata con il gruppo cinese Phoenix Publishing & Media Group (PPMG), uno dei maggiori produttori del Paese (con un fatturato superiore a 1 miliardo di euro nel 2008). 
Nel marzo 2016 il gruppo acquista l’editore americano indipendente Perseus.
Oggi il gruppo Hachette rimane il più grande distributore di libri in Francia e nel mondo francofono: si calcola che metta in circolazione circa 250 milioni di libri all'anno.
I suoi archivi, che sono accessibili dagli inizi fino al 1984 sono, ed è un fatto raro, classificati come "archivi storici" (decreto 29 marzo 2002) e dal 1995 sono conservati presso l'Institut mémoires de l'édition contemporaine (Istituto memorie dell'editoria contemporanea).

## Dati economico-finanziari
Nel 2000 Hachette Livre ha registrato un fatturato di 830 milioni di euro. Successivamente l'andamento finanziario ha conosciuto una fase positiva, culminata nel 2004-2005, quando il fatturato è cresciuto da 959 milioni (2003) a 1.644 miliardi (2005). Un aumento così rilevante è stato causato, in parte, con la crescita organica del gruppo, ma soprattutto con le acquisizioni di diversi rami della Editis (che rappresenta 346 milioni) e Hodder Headline (235 milioni). Time Warner Book Group, società incorporata nel gruppo, nel 2005 ha avuto un giro d'affari stimato in € 460 milioni.
Dal 2009 il fatturato di Hachette Livre tende a stagnare o a declinare: secondo la rivista Publishers Weekly, avrebbe mostrato una contrazione di oltre il 10% tra il 2013 e il 2014. Infatti, dopo un picco a 2.273 miliardi di euro nel 2009, il giro d'affari è sceso negli anni successivi (tranne che nel 2012) fino a 2.004 miliardi di euro nel 2014. Nel 2015 il fatturato di Hachette Livre ha conosciuto un forte rimbalzo (+ 10% rispetto al 2014).
Se il fatturato di Hachette non è particolarmente aumentato tra il 2000 e il 2003, il margine operativo del gruppo ha registrato una forte crescita, passando dal 7% del 2000 all'11,1% nel 2003 ed è rimasto relativamente stabile fino al 2008 compreso. Il 2009 è stato eccezionale sotto questo aspetto: il margine operativo ha raggiunto 13,2%, per poi scendere nel 2010 allo stesso livello del 2008. Di conseguenza, il risultato operativo ha raggiunto il livello record di 301 milioni di euro per il 2009.

## Gruppo Hachette
- Armand Colin (fondata nel 1870 – acquisita nel 2002)
- Éditions Albert René (1979 - acquisita nel 2008)[3]
- Calmann-Lévy (1836 – acquisita nel 1993)
  - Éditions nº1
- Dessain et Tolra
- Deux coqs d'or
- Éditions Dunod
- EDICEF
- Édisciences
- Édition Sedès
- Éditions des deux terres (2003)
- Éditions du Chêne
  - E.P.A
- Éditions Stock (1708 – acquisita nel 1961)
- Fayard (1857 – acquisita nel 1958)
  - Éditions Mille et une nuits (1993)
  - Éditions Mazarine
  - Pauvert (1947 – acquisita negli anni 1990)
- Hachette Filipacchi Médias
- Éditions Grasset & Fasquelle (1907 – acquisita nel 1954)
  - Grasset-Jeunesse
  - Editions Fasquelle (1896 - fusa Grasset nel 1959)
    - Bibliothèque charpentier (1830 - acquisita da Fasquelle nel 1893)
- Gautier-Languereau (1859 - acquisita nel 1989)
- Hachette Collections
- Hachette Éducation
- Hachette Français Langue Étrangère
- Hachette Jeunesse
  - Hachette Jeunesse collection Disney
- Hachette Littérature (chiusa nel 2009, la collana “Pluriel” continua per i tipi di Fayard dal 2010)
- Hachette Pratique
- Hachette Tourisme
- Hazan
- Harlequin Enterprises Ltd (1978 in Francia)
- Harrap's
- Hatier (1880 – acquisita nel 1996)
  - Éditions Foucher (1937)
  - Hatier International
  - Éditions Didier (1898)
    - Didier Jeunesse (1988)
    - Didier FLE
    - Rageot Éditeur (1941)
- Hetzel (1837 - acquisita nel 1914)
- Intereditions
- Istra
- Éditions Jean-Claude Lattès (1968 – acquisita nel 1981)
  - Éditions du Masque (Librairie des Champs-Élysées) (1927)
- Larousse (1852 – acquisita nel 2004)
- Le Livre de Paris (1951)
- Librairie Générale Française (LGF) partecipazione del 60 % (1953 – maggioritaria dal 1954 in seguito all'acquisizione di Grasset)
  - Audiolib (2008)
  - Le Livre de poche (1953)
- Marabout (1949 – acquisita nel 1983)
- Microsoft Press
- Octopus France
- Orbit (1974 in GB, 2009 in Francia – acquisita nel 2006 con Time Warner Book Group)
- Pika Édition (1999 – acquisita nel 2007)

## Il gruppo Hachette nel mondo
- Algeria: Sedia
- Brasile: Escala Educacional; Larousse do Brasil
- Cina: Hachette-Phoenix
- Giappone: Hachette Collections Japan (2003)
- Italia: Hachette Fascicoli
- Messico: Larousse México S.A. de C.V.; Grupo Patria Cultural
- Polonia: Wiedza i Życie, diventata nel 2001 Hachette Polska; Larousse Polska, integrata nel 2008 in Hachette Polska
- Regno Unito: Hachette UK Company (possiede i marchi: Chambers, Harrap's, Octopus e Orion)
- Spagna: Bruño; Salvat Editores; Grupo Anaya (Anaya, Alianza Editorial, Piramide, Cátedra, CGA.); SPES (Dizionari)
- Stati Uniti: Hachette Book Group USA